# Alphonse Faure
Pour les articles homonymes, voir Faure.
Alphonse Faure est un botaniste français né à Le Monêtier-de-Briançon le 7 mars 1865 et décédé à Oran le 28 janvier 1958 .
Élève de l'école normale d'instituteurs de Gap de 1882 à 1885, il fut instituteur dans le département des Hautes-Alpes, à Briançon, Gap, et Theus, de 1885 à 1903, puis en Algérie à Oran.
Il a herborisé dans les Hautes-Alpes, dans la région d'Oran et au Maroc dans les Béni-Snassen.

## Travaux scientifiques
Il a découvert plusieurs espèces nouvelles qui lui ont été dédiées :
- Adenocarpus faurei Maire
- Allium faurei Maire
- Anagallis faurei Gandoger
- Andryala faurei Maire in Faure, nom. nudum
- Astragalus faurei Maire
- Carthamus ×faurei Maire
- Centaurea ×faurei Maire
- Filago faurei Maire
- Fumaria faurei Pugsley
- Rupicapnos faurei Pugsley
- Teucrium faurei Maire
- Thymus ×faurei Maire

Un autre taxon, dont il n'est pas le collecteur, lui a été dédié :
- Tamarix africana var. faurei Sennen

Il est également l'auteur ou le coauteur de 35 taxons, listés par l'IPNI.
Son herbier est dispersé dans diverses institutions :
- au Museum d'Histoire Naturelle d'Aix-en-Provence (216 parts)[2].
- à Montpellier (plus de 10000 planches, dont 522 en ligne).

Il a été rapatrié d'Oran en France par Sébastien Santa.